# Гоща (Польща)
Гоща (пол. Goszcza) — село в Польщі, у гміні Коцмижув-Любожиця Краківського повіту Малопольського воєводства.
Населення — 569 осіб (2011).
У 1975-1998 роках село належало до Краківського воєводства.

## Демографія
Демографічна структура станом на 31 березня 2011 року:
|          | Загалом | Допрацездатний вік | Працездатний вік | Постпрацездатний вік |
| -------- | ------- | ------------------ | ---------------- | -------------------- |
| Чоловіки | 294     | 61                 | 207              | 26                   |
| Жінки    | 275     | 48                 | 168              | 59                   |
| Разом    | 569     | 109                | 375              | 85                   |